# Замок Хадли

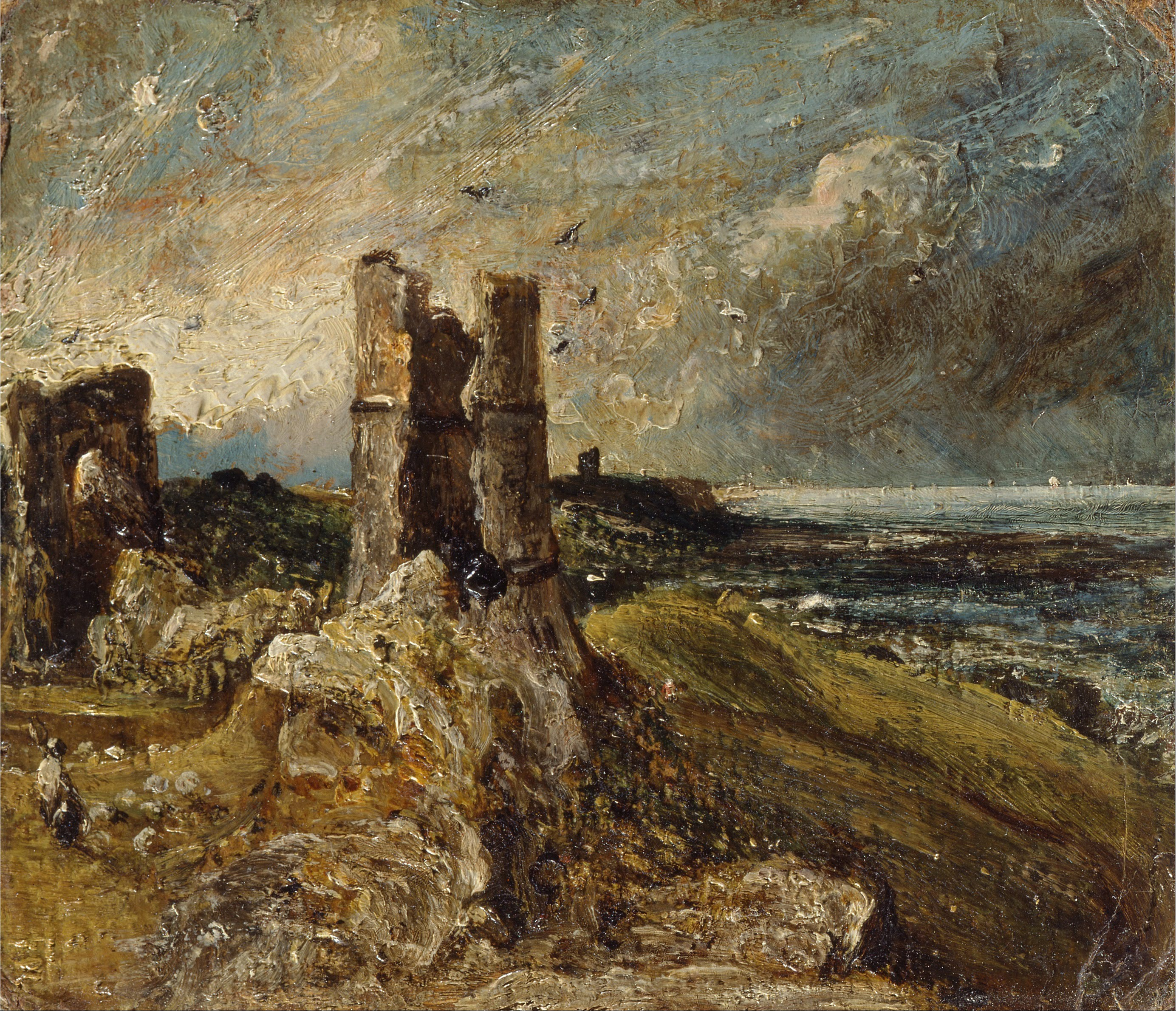
Джон Констебл. Замок Хадли. 1829 год.

Замок Хадли (англ. Hadleigh Castle) — средневековое укрепление, расположено в графстве Эссекс в Англии.

## История
Заложил замок в 1230 году Хьюберт де Бург, один из влиятельных дворян начала XIII века — в период правления Иоанна Безземельного он был главным юстициарием королевства, а во время малолетства короля Генриха III стал регентом. Когда Генрих III достиг совершеннолетия, он рассорился с де Бургом и заключил его в тюрьму, затем конфисковал замок в пользу короны и продолжил строительство. В 1360-х годах замок был существенно перестроен его потомком, королём Эдуардом III, так как в то время он был стратегически важным укреплением и защищал подход к Лондону со стороны Темзы.
Далее возникла традиция передавать замок в собственность королевским супругам. В середине XVI века он поочередно принадлежал трём из шести жён Генриха VIII — сначала Екатерине Арагонской, затем Анне Клевской и, наконец, Екатерине Парр. В 1551 году король Эдуард VI продал замок лорду Ричу, и он практически полностью был разобран на камни для других построек. От былого Хадли сохранились лишь развалины двух круглых трехъярусных башен.

## Информация для посетителей
Замок открыт круглосуточно на протяжении всего года.

## Летние Олимпийские игры 2012
Во время летних Олимпийских игр 2012 года в Лондоне в парке Хадли, где расположен замок, прошли соревнования по маунтинбайку.